# حكومة يآتينماكي
حكومة أنيلي يآتينماكي حكومة فنلندا الثامنة والستين. استمرت بالحكم من 17 أبريل 2003 إلى 24 يونيو 2003. كانت الحكومة أغلبية.
بهذا تكون ثالث أقصر فترة ولاية لحكومة في التاريخ السياسي الفنلندي ، فلم تستغرق سوى 69 يوماً. سقطت بسبب الفضيحة التي سميت عراق غيت .